# Ernst Fuchs (Radsportler)
Ernst Fuchs (* 27. Dezember 1936 in Altenrhein; † 15. September 1994) war ein Schweizer Radsportler und Schweizer Meister im Radsport.

## Sportliche Laufbahn
Fuchs begann 1955 mit dem Radsport. 1957 schaffte er mit dem Sieg im Saisoneröffnungsrennen in Lugano die Qualifikation für die damalige schweizerische A-Klasse der Amateure. 1960 konnte er den nationalen Meistertitel im Strassenrennen der Amateure gewinnen. Im darauf folgenden Jahr löste er eine Lizenz als Unabhängiger, um auch an den Rennen der Berufsfahrer teilnehmen zu können. Er erhielt einen Vertrag beim Schweizer Radsportteam Tigra, bei seinen Auslandstarts fuhr er für das französische Team Helyett-Fynsec-Hutchinson, deren Kapitän Jacques Anquetil war. Im Sommer 1961 gewann er dann als Unabhängiger die Schweizer Meisterschaft der Berufsfahrer vor den wesentlich bekannteren Profis Rolf Graf und Rolf Maurer. Es folgte ein Start bei der Tour de l’Avenir. 1961 hatte er zuvor das erste Mal die heimische Tour de Suisse (34. des Endklassements) in Angriff genommen. In jenem Jahr stellten sich bei ihm jedoch Bandscheibenprobleme ein, die ihn zu längeren Trainings- und Wettkampfpausen und schliesslich zur Aufgabe des Radsports 1963 zwangen.

## Berufliches
Ernst Fuchs absolvierte eine Ausbildung zum Werkzeugmechaniker.